# Protorhopala sexnotata
Protorhopala sexnotata är en skalbaggsart som först beskrevs av Johann Christoph Friedrich Klug 1833.  Protorhopala sexnotata ingår i släktet Protorhopala och familjen långhorningar.
Artens utbredningsområde är Madagaskar. Inga underarter finns listade i Catalogue of Life.